# Secu (gmina)
Secu – gmina w Rumunii, w okręgu Dolj. Obejmuje miejscowości Comănicea, Secu, Smadovicioara de Secu i Șumandra. W 2011 roku liczyła 1140 mieszkańców.